# Championnat d'Angleterre de football de deuxième division 1899-1900
Navigation
Édition précédente Édition suivante
La saison 1899-1900 est la huitième saison du championnat d'Angleterre de football de deuxième division. Les deux premiers du championnat obtiennent une place en première division et prennent la place des deux derniers.
Le club The Wednesday remporte la compétition et se voit promu en première division accompagné du vice-champion, Bolton Wanderers. Parmi les trois derniers, seul le Barnsley FC obtient assez de voix pour rester en deuxième division. Le meilleur buteur est Jocky Wright avec 24 buts pour The Wednesday.

## Compétition
La victoire est à deux points, un match nul vaut un point.

### Classement
| Rang | Équipe               | Pts | J  | G  | N | P  | Bp | Bc  | Diff |
| ---- | -------------------- | --- | -- | -- | - | -- | -- | --- | ---- |
| 1    | The Wednesday R      | 54  | 34 | 25 | 4 | 5  | 84 | 22  | +62  |
| 2    | Bolton Wanderers R   | 52  | 34 | 22 | 8 | 4  | 79 | 25  | +54  |
| 3    | Small Heath          | 46  | 34 | 20 | 6 | 8  | 78 | 38  | +40  |
| 4    | Newton Heath         | 44  | 34 | 20 | 4 | 10 | 63 | 27  | +36  |
| 5    | Leicester Fosse      | 43  | 34 | 17 | 9 | 8  | 53 | 36  | +17  |
| 6    | Grimsby Town         | 40  | 34 | 17 | 6 | 11 | 67 | 46  | +21  |
| 7    | Chesterfield FC P    | 38  | 34 | 16 | 6 | 12 | 65 | 60  | +5   |
| 8    | Woolwich Arsenal     | 36  | 34 | 16 | 4 | 14 | 61 | 43  | +18  |
| 9    | Lincoln City         | 36  | 34 | 14 | 8 | 12 | 46 | 43  | +3   |
| 10   | New Brighton Tower   | 35  | 34 | 13 | 9 | 12 | 66 | 58  | +8   |
| 11   | Burslem Port Vale    | 39  | 34 | 14 | 6 | 14 | 39 | 49  | -10  |
| 12   | Wallsall FC          | 32  | 34 | 12 | 8 | 14 | 50 | 55  | -5   |
| 13   | Gainsborough Trinity | 25  | 34 | 9  | 7 | 18 | 47 | 75  | -28  |
| 14   | Middlesbrough FC P   | 24  | 34 | 8  | 8 | 18 | 39 | 69  | -30  |
| 15   | Burton Swifts        | 24  | 34 | 9  | 6 | 19 | 43 | 84  | -41  |
| 16   | Barnsley FC          | 23  | 34 | 8  | 7 | 19 | 46 | 79  | -33  |
| 17   | Luton Town           | 18  | 34 | 5  | 8 | 21 | 40 | 75  | -35  |
| 18   | Loughborough FC      | 8   | 34 | 1  | 6 | 27 | 18 | 100 | -82  |

|  | Vainqueur de la deuxième division et promu en First Division |
|  | Promotion en First Division                                  |
|  | Relégation                                                   |